# Kumari Mayawati
Kumari Naina Mayawati (hindi मायावती नैना कुमारी; ur. 15 stycznia 1956 w Nowym Delhi) – indyjska polityk, prawniczka, działaczka na rzecz zarejestrowanych kast i plemion w Indiach, czterokrotna premier rządu stanowego Uttar Pradesh (1995, 1997, 2002–2003 oraz 2007–2012). Liderka Bahujan Samaj Party.
Jej ojciec, Prabhu Das, był urzędnikiem pocztowym, który posadę otrzymał w ramach prawnych rezerwacji stanowisk dla najniższych kast. Studiowała prawo, a następnie od 1977 do 1984 pracowała jako nauczycielka w Delhi. W politykę zaangażowała się dzięki Kanshi Ramowi.
Jest autorką kilku książek.

## Zajmowane stanowiska
| Okres                               | Stanowisko                                                               |
| ----------------------------------- | ------------------------------------------------------------------------ |
| 1989-1991                           | członkini Lok Sabhy (pierwszy raz)                                       |
| kwiecień 1994–25 października 1996  | członkini Rajya Sabhy (pierwszy raz)                                     |
| 3 czerwca 1995–18 października 1995 | premier stanu Uttar Pradesh (pierwszy raz)                               |
| 1996-1998                           | członkini Zgromadzenia Ustawodawczego stanu Uttar Pradesh (pierwszy raz) |
| 21 marca 1997–21 września 1997      | premier stanu Uttar Pradesh (drugi raz)                                  |
| 1998-1999                           | członkini Lok Sabhy (drugi raz)                                          |
| 1999-2004                           | członkini Lok Sabhy (trzeci raz)                                         |
|                                     | lider BSP w Lok Sabhie                                                   |
| 2002-28 sierpnia 2003               | członkini Zgromadzenia Ustawodawczego stanu Uttar Pradesh (drugi raz)    |
| 3 maja 2002–28 sierpnia 2003        | premier stanu Uttar Pradesh (trzeci raz)                                 |
| lipiec 2004–3 lipca 2007            | członkini Rajya Sabhy (drugi raz)                                        |
| 2004-2007                           | przewodnicząca BSP w Rajya Sabhie                                        |
| 13 maja 2007–15 marca 2012          | premier stanu Uttar Pradesh (czwarty raz)                                |
| 29 czerwca 2007-obecnie             | członkini Zgromadzenia Ustawodawczego stanu Uttar Pradesh                |